# AutoScout24

Logo bis Anfang 2020

Die AutoScout24 GmbH ist ein führender europäischer Online-Marktplatz für den Kauf und Verkauf von Neuwagen, Gebrauchtwagen, Motorrädern und Nutzfahrzeugen. Das Unternehmen gehörte bis April 2020 zur Scout24-Gruppe und wurde dann an Hellman & Friedman verkauft. Das Portal ist in 18 Ländern vertreten und beschäftigt europaweit rund 600 Mitarbeiter.

## Das Unternehmen
AutoScout24 ist ein führendes europäisches Online-Auto-Anzeigenportal. Der Fahrzeugmarkt ermöglicht den Kauf und Verkauf von Neufahrzeugen, Gebrauchtwagen, Motorrädern, Teilen und Zubehör. Das Autoportal richtet sich mit seinen Produkten und Services an Privatkonsumenten, Händler, Hersteller und Werbetreibende.
43.000 Händler nutzen den Online-Marktplatz europaweit für den Zu- und Verkauf von Fahrzeugen untereinander sowie für den Vertrieb an private Autokäufer.
AutoScout24 ist in 18 Ländern unter der jeweiligen nationalen Top-Level-Domain vertreten: Belgien, Bulgarien, Deutschland, Frankreich, Italien, Kroatien, Luxemburg, Niederlande, Österreich, Polen, Rumänien, Russland, Schweden, Spanien, Tschechien, Türkei, Ungarn und Ukraine.
Bürostandorte sind in  München,  Albignasego in Italien,  Anderlecht in Belgien,  Amsterdam und  Wien.

### Funktionen
Für private Interessenten und private Verkäufer ist die Registrierung und Nutzung von Basisservices im Verkauf kostenlos. Es stehen zwei Wege zur Verfügung. Beim klassischen Inserieren bietet AutoScout24 Käufern und Verkäufern einen Marktplatz zum freien Handel. Mit dem Express-Verkauf von AutoScout24 haben Autohalter die Möglichkeit, ihr Fahrzeug innerhalb von drei Werktagen meistbietend an einen registrierten Händler zu verkaufen.
Privatkonsumenten, die ihr Fahrzeug auf AutoScout24 verkaufen möchten, steht nach der Registrierung ein Bereich zur Verfügung, in dem sie ihr Fahrzeug beschreiben, mit Fotos versehen, veröffentlichen und mit dem Smartphone bearbeiten können. Autohändler registrieren sich als gewerbliche Händler und nutzen die Plattformdienstleistungen kostenpflichtig.
Käufer können Fahrzeuge über Suchmasken und Filter suchen. Für eine Schnellsuche werden lediglich die Kategorien Marke, Modell, Preis, Erstzulassung, Kilometerstand abgefragt. Die Fahrzeugsuche kann detailliert mit bis zu zehn weiteren Suchparametern ergänzt werden. Interessante Autos kann man auf dem Merkzettel speichern.
Ergänzend zum Kauf und Verkauf bietet AutoScout24 Services, Werkzeuge und Fachwissen, wie z. B. eine Fahrzeugbewertung, Informationen zur Autofinanzierung, Leasing, Autoversicherungen und ein Glossar mit dem Autolexikon. AutoScout24 bietet den mobilen Zugriff über die iPhone-, iPad-, Android- und Windows-App sowie die mobile Version der Internetseite. Die Apps nutzen Aymo für zielgerichtete Werbung.

### Geschäftsführung
CEO ist Peter Brooks-Johnson, Biliana Alabatchka ist für Finanzen zuständig, Michael Luhnen für den Vertrieb von Listings und Anzeigen.

### Aufsichtsrat
Der Aufsichtsratsvorsitzende der Dachgesellschaft Hellman & Friedman ist Blake Kleinman. Seit 2022 ist die Weleda-Chefin Tina Müller Teil des Aufsichtsrats; sie war zuvor bei Douglas, Opel und Henkel.

## Geschichte
Im Jahr 1998 wurde die heutige AutoScout24 als Aktiengesellschaft MasterCar.de gegründet und die Autoplattform erstmals online gestellt – mit 350 Gebrauchtwagen. Mitte des Jahres zählte die Internetseite 50.000 Seitenaufrufe monatlich, 10.000 Fahrzeuge und Geschäftsaktivitäten in Spanien und Italien. 1999 erfolgte die Umbenennung und Gründung der heutigen AutoScout24 GmbH und Integration in die Scout24-Gruppe. Es folgten erste TV-Spots im Deutschen Fernsehen und 400.000 Seitenaufrufe monatlich. Ausbau der Geschäftsfelder durch die MotoScout24 mit Motorrädern, Rollern, Mofas, Mopeds und Quad-Bikes. Im Oktober 2001 wurde die erste Ausgabe des AutoScout24 Magazins veröffentlicht. Der firmeneigene Newsletter zählt heute circa 1 Mio. Abonnenten. Ebenfalls 2001 startete der heute AutoScout24 Trucks genannte Geschäftsbereich seine Aktivitäten für den digitalen Handel von Nutzfahrzeugen.
2006 gründete der Anbieter die AutoScout24 Academy als Schulungsbereich für Händler. Der Umsatz 2018 betrug 166 Mio. Euro, wobei die Berichtsstruktur ab 2019 geändert wurde.
Bis April 2020 war Scout24 Betreiber und Inhaber von der Vermittlungsplattform. Die Private-Equity-Gesellschaft Hellman & Friedman verkündete, die Plattform für 2,84 Milliarden Euro gekauft zu haben.
Am 4. Juli 2020 hat AutoScout24 die Mehrheitsanteile an der führenden online Plattform für Leasing „LeasingMarkt.de“ erworben.

## Sonstiges / Werbung
Jeden Monat veröffentlicht AutoScout24 einen Gebrauchtwagen-Preis-Index und gibt Einblicke in Preisveränderungen bei den Gebrauchtwagen.

### AutoScout24 Magazin
Das AutoScout24 Magazin ging 2001 erstmals live und wird von einem mehrköpfigen Redaktionsteam in Europa und anderswo publiziert. Die Redaktion informiert im Magazin des Portals, via Newsletter und auf YouTube zu Auto-Neuheiten mit eigenen Testberichten, rund um das Thema Auto und Verkehr, zu Gebrauchtwagen und berichtet von den größten internationalen Automessen wie der North American International Auto Show, Detroit, dem Genfer Auto-Salon, dem Pariser Autosalon oder der IAA Frankfurt am Main. In der Vergangenheit zeichnete die Redaktion auch für die Sonderpreise des Internet Auto Award verantwortlich.

### Datenschutz
Die deutsche AutoScout24 GmbH hat sich dem sogenannten Deutschen Datenschutzrat Online-Werbung DDOW angeschlossen, der zum Zentralverband der deutschen Werbewirtschaft gehört. Man hat sich zu dessen Selbstregulierung verpflichtet, und einen unternehmenseigenen Selbstregulierungskodex formuliert, der zusammen mit der Datenschutzerklärung gewährleisten soll, das unter anderem die Einblendung von Werbung teilweise anonymisiert, also ohne harte personenbezogene Daten wie Namensinformation, Mailadresse oder IP-Adresse erfolgt. Viele andere Daten werden weiterhin erhoben.